# 合理懷疑
合理懷疑（英語：reasonable doubt），是源於18世紀英國的法律術語，在大多數的當事人進行主義式訴訟裡，是驗證刑事罪行時必要的舉證標準。
舉證責任落於檢控的一方，並須要證明其提出的主張已超越合理懷疑，即是說不能在理性自然人心目中存有任何疑點，方能判定被告有罪。

## 具體認知
美国刑事法律的基础建立于直到超越所有合理怀疑之前，被告被认为无罪。美国最高法院在建国早期就宣布宪法保护被告人的自由，只有通过该准则才能夺取该自由。
中华人民共和国于2012年修订、2013年实施的新《刑事诉讼法》中正式引入“排除合理怀疑”的概念。
自1945年以来，日本也以“合理怀疑”标准运作，包括“in dubio pro reo”学说，这是由最高法院于1975年在审理一起有争议的谋杀案时提出（见白鸟事件）。不过，这在日本不被认为是一项基本标准，底层法官有时会忽略它。